# Heuss l’Enfoiré
Heuss l’Enfoiré (* 11. August 1992 in Gennevilliers, Hauts-de-Seine; bürgerlich Karim Djeriou) ist ein französischer Rapper.

## Leben und Karriere
Djeriou wurde 1992 als Sohn algerischer Eltern in Gennevilliers geboren. Aufgewachsen ist er in Villeneuve-la-Garenne und Saint-Ouen-sur-Seine. Im Alter von 20 Jahren zog er in das belgische Schaerbeek. Im Jahr 2014 startete er seine Rapkarriere unter dem Pseudonym Heustleur. Während dieser Zeit wurde er von dem Label Esprit Music unterstützt. Eine Zusammenarbeit mit dem Rapper Kofs verhalf ihm 2015 zu erstmaliger Popularität. Nach einer Haftstrafe 2017 widmete er sich schließlich seiner Musikkarriere. Unterstützt wurde er dabei insbesondere von Zepek und Soolking. Noch im selben Jahr wurde er von Sofiane in die Show Rentre dans le Cercle eingeladen, wodurch sich sein Bekanntheitsgrad erhöhte. Der Auftritt resultierte in einer Kollaboration beider Künstler, enthalten auf dem Album Affranchis. Am 25. Januar 2019 erschien sein Debütalbum En esprit und konnte sich in den Top 3 der französischen Albumcharts platzieren. Die in Zusammenarbeit mit Sofiane entstandene Singleauskopplung Khapta erreichte Platz eins der französischen Singlecharts. Noch im selben Jahr erzielte das Lied Ne reviens pas mit Gradur ebenfalls Nummer eins in den Charts.

## Diskografie
StudioalbenHeuss l’Enfoiré/Diskografie